# Megamareta subcontigua
Megamareta subcontigua är en kackerlacksart som först beskrevs av Bei-Bienko 1941.  Megamareta subcontigua ingår i släktet Megamareta och familjen småkackerlackor. Inga underarter finns listade i Catalogue of Life.